# 關根有咲
関根有咲（日语：／ Sekine Arisa，11月1日—）是日本女聲優，隸屬於青二事務所。

## 配音作品

### 電視動畫
2016年
- 爆音少女（學生B）

2017年
- 黑色五葉草（尤諾〈6歲〉）

2018年
- 齊木楠雄的災難（女學生A、辣妹B）
- 鬼太郎（第六部）（小朋友、豆腐小子[1]、北島敦（童年時代）、奧田陽介、英吉…等）

2019年
- 一拳超人（塔昌）
- ONE PIECE（夏洛特哈梅格、貓蝮蛇 <孩子>、米澤爾卡）
- 櫻桃小丸子（男孩子D、小鬼頭、女孩子、男孩2）
- 籃球少年王（烏奇）

2020年
- 黃金神威（寅次〈童年時代〉）

2021年
- SK∞（斯开奇）
- 我的英雄學院 第5期（播音員、龍九的搭檔、女性市民、不和真綿、志村轉弧）
- 不要欺負我，長瀞同學（學生1）
- 数码宝贝幽灵游戏（宇田川葵、麻鷹獸）
- 境界觸發者（藤丸能乃[2]）
- 更多！怪俠索羅利（觀光客、辣妹、轤路首）
- 特斯拉筆記（小孩子）
- 寶可夢 旅途（善）
- Dr.STONE 新石紀（村內的孩子）

2022年
- 小鳥之翼（艾米莉）
- Love All Play（中村萌）
- 名偵探柯南（森川優次郎〈幼年〉）
- 組長女兒與保姆
- 足球風雲 Goal to the Future（小孩）
- 異世界歸來的舅舅（學生）
- 我的英雄學院 第6期（高端腦無（女士））
- 呆萌酷男孩（打工女性、女學生）
- 寶可夢 旅途 遙遠青空（春人）

2023年
- 寶可夢 旅途 目標是寶可夢大師（小孩）
- 小鳥之翼 Season 2（艾米莉）
- Opus.COLORs（小孩們）
- 堀與宮村 -piece-（女學生A）
- SHY（小孩）
- 撿走被人悔婚的千金，教會她壞壞的幸福生活（小孩）
- 地下忍者（援交2）

2024年
- 蜻蛉高球（小涉[3]）
- 新幹線戰士 Change the World（九頭龍梁太〈幼年時期〉）
- 寶可夢地平線（街上的人）
- 我的英雄學院 第7期（志村轉弧）
- 棉花糖女孩遇上悶騷男孩（神崎里奈[4]）

2025年
- 數碼寶貝BEATBREAK（久遠寺マコト[5]）

### 劇場版動畫
- 天氣之子

## 外部連結
- 事務所介紹 （页面存档备份，存于）